# Bat Pussy
Bat Pussy es una película pornográfica de acción cómica, que se cree que fue producida y posiblemente lanzada a comienzos de los años setenta. Ostensiblemente una parodia de la serie de televisión Batman de 1966 a 1968, ha sido citado como el primer ejemplo de una película parodia pornográfica y más infamemente considerada como la peor película pornográfica jamás realizada.
Publicada en relativa oscuridad y casi anonimato, Bat Pussy fue descubierta en el almacén de una sala de cine para adultos de Memphis, Tennessee, a mediados de la década de 1990 y posteriormente lanzada en video por el distribuidor de películas de explotación Something Weird Video. Desde su lanzamiento en video, ha atraído un culto entre los fanáticos de la pornografía y la explotación por su notoria mala calidad, y la mayoría critica sus fallas técnicas, el diálogo extraño y la ineptitud sexual y la falta de atractivo físico de sus actores principales.

## Sinopsis del argumento
Presuntamente ubicada en Gotham City, la trama suelta de Bat Pussy se centra principalmente en la pareja casada conformada por Buddy y Sam en el dormitorio de un pequeño apartamento. Mientras lee un número de la revista Screw, Buddy se inspira para experimentar sexo oral con Sam y los dos pasan el resto de la película juntos en la cama, alternando entre cunnilingus, digitación y felación, a pesar del pene visible y permanentemente flácido de Buddy. A lo largo de estas escenas, Buddy y Sam continuamente insultan y discuten sobre el desempeño sexual de los demás.
Mientras tanto, al otro lado de la ciudad en Secret Storehouse Hideout de Bat Pussy, la alter ego de Bat Pussy, Dora Dildo, espera sus "súper sentidos" para alertarla sobre problemas cercanos. La única narración de la película explica que puede sentir el delito "cuando su coño comienza a temblar". Sintiendo enojada que alguien está a punto de "rodar una película de mierda" en su "santa Gotham City" sin ella, ella cambia a su atuendo Bat Pussy y lentamente viaja por la ciudad en una tolva inflable, deteniéndose solo para orinar detrás de algunos arbustos y frustrar un intento de violación o asalto golpeando al atacante con su tolva espacial.
De vuelta en lo de Buddy and Sam, Buddy comienza a tomar fotos de la vagina de Sam para venderlas y "hacer una fortuna" cuando Bat Pussy irrumpe en su habitación y los confronta. Inmediatamente se involucran en un trío que involucra el uso de un dildo, hasta que Bat Pussy repentinamente se pone su disfraz y se va, llevando la película a un abrupto final.

## Descubrimiento y lanzamiento
Prácticamente no se sabe nada sobre la producción de Bat Pussy, ya que la película no tiene créditos y no se han asociado públicamente nombres con la película. No hay ningún registro conocido de la existencia de Bat Pussy antes de la década de 1990, cuando el músico y cineasta Mike McCarthy descubrió aproximadamente 200 cajas de películas pornográficas Super 8 y 16mm y loops en la trastienda del cine para adultos París en Memphis, Tennessee, entre los cuales estaba Bat Pussy. McCarthy contactó a Mike Vraney, fundador del distribuidor de películas de explotación Something Weird Video, y Vraney compró la colección del Teatro de París por $1000.
A pesar de ser encontrado en Tennessee, es incierto dónde se filmó Bat Pussy. Basado en los fuertes acentos sureños de los actores, McCarthy conjeturó que la película podría haber sido filmada en Arkansas. Vraney, en una entrevista de 2013 con Seattle Weekly sobre la película documental That's Sexploitation!, en la que Bat Pussy aparece brevemente, mencionó que la película probablemente se hizo en Texas, diciendo "Me encantan las películas de sexploitation hechas en Texas, solo porque estas chicas tienen estos increíbles acentos. En Bat Pussy, el acento de esa chica es hilarante". El año de la producción de Bat Pussy también es un debate. Aunque la base de datos de películas de Internet y la base de datos de películas para adultos de Internet enumeran 1973, Something Weird lo cita más vagamente como "1970". El número de la revista Screw que Buddy está leyendo al comienzo de la película tiene una fecha de portada del 14 de septiembre de 1970.
Something Weird lanzó Bat Pussy en VHS en 1996 como una película doble con la película de 1973 Baby Bubbles, que comprende el volumen 23 de "Dragon Art Theater Triple XXX-Rated Double Feature" de Bucky Beaver. Esta versión de Bat Pussy está precedida por una presentación teatral clásica del Dragon Art Theatre por el dueño del teatro y el productor de la película de explotación Donn Davison, aunque no está claro si Bat Pussy realmente se reprodujo en el Dragon Art Theatre. La característica doble de Bat Pussy/Baby Bubbles se relanzó más tarde como un DVD-R de impresión bajo demanda en 2007, y a partir de 2017, también está disponible como una descarga digital a través del sitio web Something Weird.
El 10 de noviembre de 2016, el American Genre Film Archive anunció que se asociaría con Something Weird Video para lanzar una restauración de 2K de Bat Pussy en Blu-ray el año siguiente. Después de casi un año de restauración, finalmente se publicó un comunicado de prensa oficial el 20 de septiembre de 2017, anunciando una fecha de lanzamiento del 17 de octubre, junto con un énfasis cómico de que la película había sido prohibida en Amazon.com debido a su contenido pornográfico. La impresión restaurada de Bat Pussy se estrenará en el festival de cine Fantastic Fest en Austin, Texas.